# Yohan Beheregaray

a Compétitions nationales et continentales officielles uniquement.

Dernière mise à jour le 20 mai 2025.
Yohan Beheragaray, né le 29 mai 1996 à Arudy (Pyrénées-Atlantiques), est un joueur français de rugby à XV jouant au poste de talonneur avec le Biarritz olympique.
Après avoir découvert le rugby à XV au sein du club de sa commune natale, l'ES Arudy, il rejoint la Section paloise en 2011 pour poursuivre sa formation jusqu'en 2014. Cette année-là, il rejoint le centre de formation de l'ASM Clermont Auvergne avec qui il fait ses débuts professionnels en 2016 et devient champion de France en 2017. Il quitte le club auvergnat en 2024 afin de poursuivre sa carrière au Biarritz olympique.

## Biographie

### Jeunesse et formation
Yohan Beheregaray commence le rugby à XV à l'âge de quatre ans avec l'Étoile sportive Arudyenne. Il rejoint ensuite en cadet la Section paloise. Il est formé en tant que troisième ligne avant de se reconvertir au poste de talonneur lors de son arrivée au pôle espoir de Bayonne. La Section, alors au creux de la vague en Pro D2, accepte de le laisser partir. C'est en 2014 qu'il rejoint le centre de formation de l'ASM Clermont Auvergne à l'âge de dix-huit ans.

### Carrière professionnelle
Yohan Beheregaray commence sa carrière avec l'équipe professionnelle en 2016.
En janvier 2017, il signe son premier contrat professionnel jusqu'en 2020 avec l'ASM Clermont,.
En février 2020, il prolonge pour deux saisons supplémentaires avec le club auvergnat.
Au mois de novembre 2023, alors qu'il est en fin de contrat à l'issue de la saison 2023-2024 et qu'il n'a disputé aucune rencontre depuis le début de saison, en raison d'une blessure survenue en février de la même année, il est annoncé qu'il n'est pas conservé par le club clermontois et son entraîneur Christophe Urios à l'issue de la saison, ce dernier optant pour Folau Fainga'a, Étienne Fourcade et le nouvel arrivant Barnabé Massa pour la saison prochaine à ce poste,.
À l'issue de la saison 2023-2024, il s'engage alors pour deux saisons au Biarritz olympique en Pro D2.

## Palmarès
- Vainqueur du  Championnat de France en 2017 avec l'ASM Clermont Auvergne.
- Finaliste du Championnat de France en 2019 avec l'ASM Clermont Auvergne.